# Linn Sömskar
Linn Sömskar, née le 3 juin 1989, est une fondeuse suédoise. Elle compte notamment quatorze médailles (dont dix en or) aux Championnats du monde de rollerski à son palmarès.

## Carrière
Membre du club IFK Umeå, Sömskar prend part à des compétitions officielles junior à partir de la saison 2005-2006 et sa première compétition importante en 2007 à l'occasion du Festival olympique de la jeunesse européenne à Jaca.
En 2009, elle participe à la Coupe de Scandinavie et aux Championnats du monde junior pour la première fois, avant de gagner sa première course FIS en fin d'année.
Elle a fait ses débuts dans la Coupe du monde en 2010 à Düsseldorf, y marquant ses premiers points avec une vingtième place sur le sprint. En 2012, la Suédoise se qualifie pour sa première demi-finale dans un sprint dans l'élite pour finir neuvième à Milan et se classe notamment cinquième du sprint des Championnats du monde des moins de 23 ans à Erzurum.
Après avoir signé son meilleur résultat individuel dans la Coupe du monde avec une septième place au sprint de Canmore, elle obtient son premier podium en janvier 2013 à Liberec lors d'un sprint par équipes. 
En 2015, elle empoche son premier succès international dans la Coupe de Scandinavie à l'occasion d'un sprint, puis domine le classement général de la Coupe du monde de skis à rollers. En décembre 2015, elle franchit un nouveau cap, celui de la finale, terminant quatrième du sprint de Toblach dans la Coupe du monde. Cet hiver, elle enregistre son meilleur classement général avec le 36e rang final. Elle doit attendre janvier 2018 et l'étape de Seefeld pour retrouver le stade de la finale (5e).
En janvier 2020, après une cinquième place en sprint individuel, elle monte sur son deuxième podium en Coupe du monde avec une troisième place au sprint par équipes de Dresde avec Evelina Settlin.
Durant la saison 2020-2021, elle se concentre sur les courses de longue distance, courant des épreuves de Ski Classics. Elle connaît des moments difficiles avec des blessures liées au froid contractées à La Diagonela et l'impossibilité de rejoindre son petit ami en Norvège du fait des restrictions due à la pandémie de covid-19.
À l'été 2021, elle remporte deux médailles d'or aux Championnats du monde de rollerski à Val di Fiemme.

## Palmarès

### Coupe du monde
- Meilleur classement général : 36e en 2016.
- Meilleure performance dans une épreuve individuelle : 7e.
- 2 podiums en sprint par équipes : 2 troisièmes places.

#### Classements par saison
| Saison / Épreuve | Saison / Épreuve | Général | Général | Distance | Distance | Sprint | Sprint |
| Saison / Épreuve | Saison / Épreuve | Class.  | Points  | Class.   | Points   | Class. | Points |
| ---------------- | ---------------- | ------- | ------- | -------- | -------- | ------ | ------ |
| 2011             | 2011             | 100e    | 11      | -        | -        | 69e    | 11     |
| 2012             | 2012             | 67e     | 42      | -        | -        | 42e    | 42     |
| 2013             | 2013             | 52e     | 91      | -        | -        | 25e    | 91     |
| 2015             | 2015             | 77e     | 43      | -        | -        | 42e    | 43     |
| 2016             | 2016             | 36e     | 141     | 69e      | 8        | 19e    | 131    |
| 2017             | 2017             | 70e     | 40      | 78e      | 8        | 44e    | 32     |
| 2018             | 2018             | 41e     | 152     | 54e      | 38       | 20e    | 106    |
| 2019             | 2019             | 61e     | 80      | 80e      | 6        | 34e    | 74     |
| 2020             | 2020             | 42e     | 141     | 54e      | 23       | 25e    | 88     |

### Championnats du monde de rollerski
- Val di Fiemme 2015 :
  -  Médaille d'or sur le sprint par équipes.
  -  Médaille d'or sur dix kilomètres classique (ascension).
  -  Médaille d'argent sur le sprint libre.
- Sollefteå 2017 :
  -  Médaille d'or sur le dix-huit kilomètres libre.
  -  Médaille d'or sur seize kilomètres classique.
  -  Médaille d'or sur le sprint par équipes.
  -  Médaille de bronze sur le sprint libre.
- Madona 2019 :
  -  Médaille d'or sur le sprint libre.
  -  Médaille d'or sur quinze kilomètres libre.
  -  Médaille d'or sur le sprint par équipes.
  -  Médaille de bronze sur le dix kilomètres classique.
- Val di Fiemme 2021 :
  -  Médaille d'or sur dix kilomètres libre.
  -  Médaille d'or sur treize kilomètres classique.
  -  Médaille d'argent sur le sprint libre.

### Coupe de Scandinavie
- 2e du classement général en 2020.
- 1re du classement de la distance en 2020.
- 9 podiums, dont 2 victoires.